# Batalha de Hondschoote

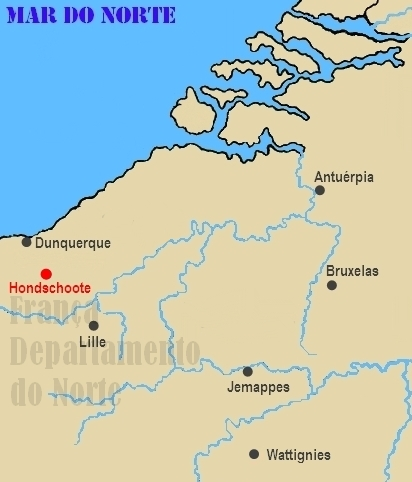
Localização do campo de batalha de Hondschoote.

A Batalha de Hondschoote foi travada em 1793, durante as Guerras Revolucionárias Francesas, mais precisamente, durante a Campanha da Flandres nas Guerras nas guerras da Primeira Coligação, quando os Aliados cercaram o porto de Dunquerque (24 de Agosto - 8 de Setembro de 1793). A batalha teve como resultado uma vitória das forças francesas.

A Batalha ocorreu em Hondschoote, cerca de 15 Km a Sudeste de Dunquerque, numa estrada paralela à fronteira com a Bélgica,  enquanto as forças Aliados sob comando do Duque de York se encontravam empenhadas no cerco de Dunquerque. Uma parte dessa força, cerca de 14 500 homens, sob o comando do Marechal-de-campo Heinrich Wilheim von Freytag, oficial do Eleitorado de Hanover encontrava-se a proteger o flanco esquerdo das forças que executavam o cerco. O ataque foi desencadeado por forças do Exército do Norte francês, então sob o comando do General Jean Nicolas Houchard.

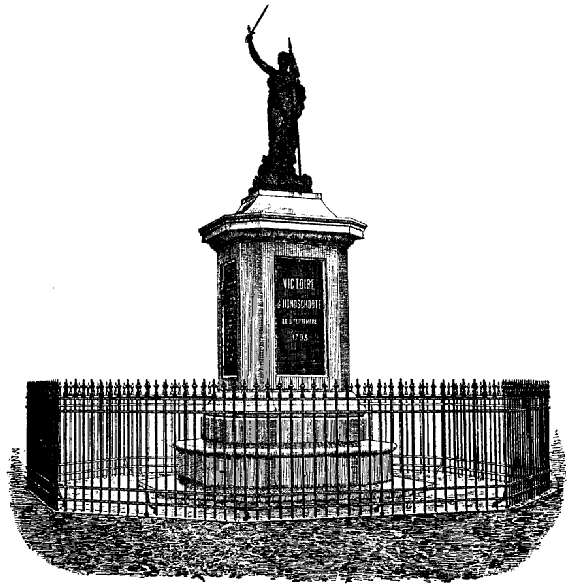
Monumento à vitória de Hondschoote, inaugurado em 15 de Junho de 1890, em Hondschoote.

O primeiro ataque foi lançado no dia 6 de Setembro. Os Aliados resistiram bem mas a superioridade numérica dos Franceses obrigou-os a retirar para Hondschoote. Durante esta retirada, Freytag chegou a ser capturado por forças francesas mas acabou por ser libertado pelas suas tropas embora tenha sido ferido. O comando da força foi então assumido por Wallmoden, um dos seus subordinados.

Os Franceses lançaram novo ataque no dia 8 de Setembro. No entanto, o ataque não foi bem coordenado e isso provocou numerosas baixas. No entanto, os repetidos ataques lançados contra os Aliados e a superioridade numérica dos Franceses, permitiram obter resultados. Após quatro horas de combates e depois de terem perdido cerca de um terço da sua força, os Aliados viram-se obrigados a abandonar o terreno e iniciaram uma retirada. O Exército do Duque de York só ficou todo reunido na manhã do dia 9. A perda da força de cobertura obrigou o Duque de York a abandonar o cerco.